# Guido Couarde von Grignon
Guido Couarde von Grignon (23. února 1853 Drohobyč – 6. února 1924 Terst) byl rakousko-uherský admirál. Jako absolvent námořní akademie vstoupil k c. k. námořnictvu v roce 1869, kromě služby na různých lodích se uplatnil jako pedagog a diplomat, několik let působil také ve správě námořnictva na rakousko-uherském ministerstvu války. V závěru kariéry byl velitelem válečného přístavu v Terstu (1907–1909) a v roce 1909 byl penzionován. Mimo aktivní službu byl v roce 1911 povýšen do šlechtického stavu a do hodnosti viceadmirála.

## Biografie

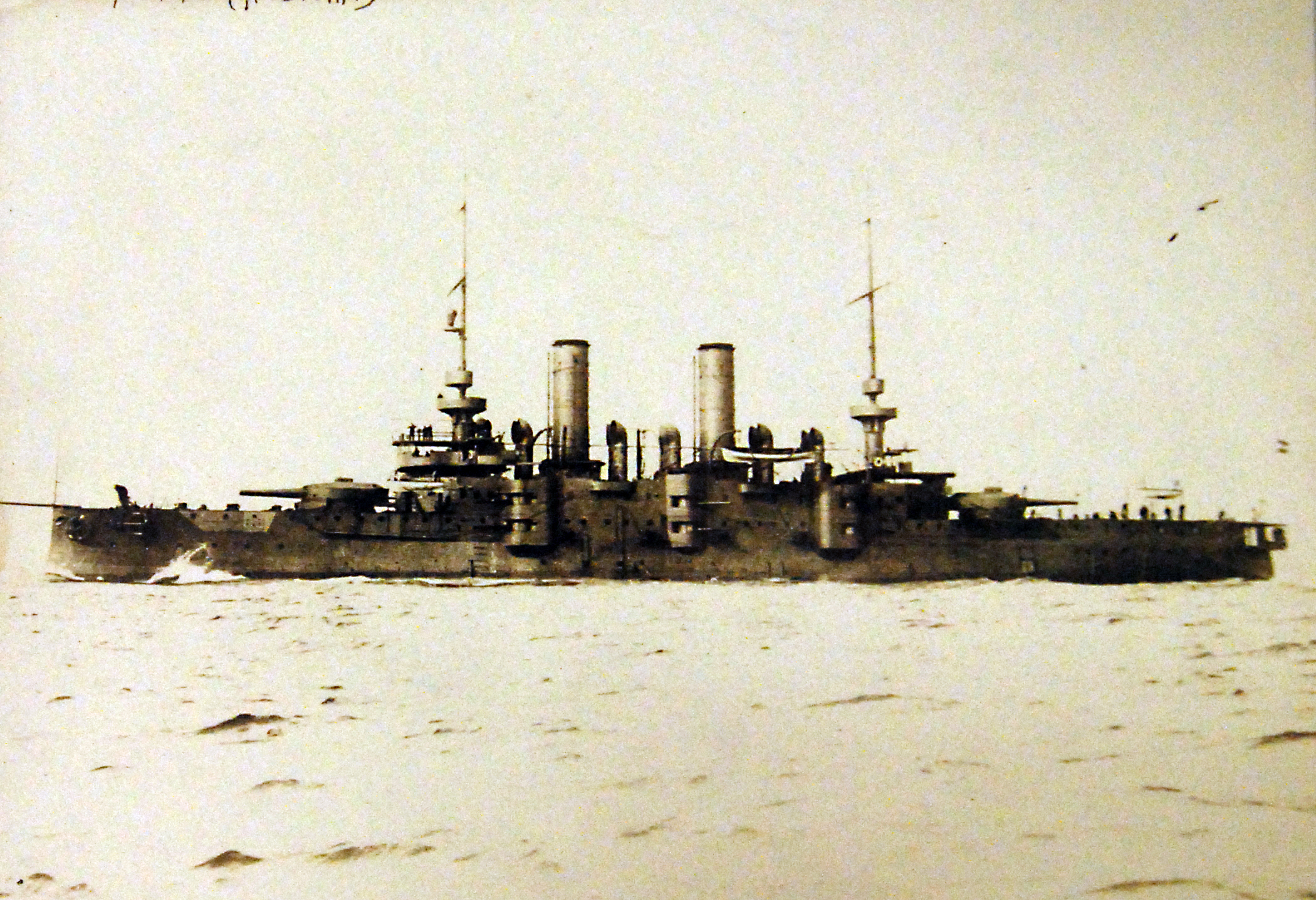
SMS Árpád, vlajková loď admirála Couarda v leteh 1903–1904

Byl synem geodeta Johanna Couarda, který působil v různých místech Rakouského císařství. Guido začal studovat na gymnáziu v Užhorodě, ale v roce 1865 přešel na C. k. námořní akademii v Rijece, kterou dokončil v roce 1869 a jako kadet nastoupil k námořnictvu. Nejprve sloužil u arzenálu v Pule, kde byl později velitelem menších jednotek námořní pěchoty na pevnině, mezitím na korvetě SMS Fasana absolvoval cestu kolem světa (1871–1872) a v roce 1873 získal hodnost praporčíka. V roce 1879 byl přidělen k Hydrografickému úřadu v Pule a v roce 1880 byl povýšen na poručíka II. třídy. V letech 1881–1884 působil jako pedagog a pobočník velitele C. k. námořní akademie v Rijece. Jako poručík I. třídy (1884)získal vlastní velení nad menšími plavidly, několikrát byl také navigačním důstojníkem na císařské jachtě SMS Miramar.
K datu 1. května 1893 byl povýšen na korvetního kapitána a znovu vyučoval na C. k. námořní akademii v Rijece, kde byl zároveň zástupcem velitele (1893–1895). Poté přešel do diplomatických služeb a v letech 1895–1898 působil jako námořní atašé na rakousko-uherském velvyslanectví v Římě. Mezitím získal hodnost fregatního kapitána (1896) a po návratu z Itálie byl přidělen ke sborovému námořmínu velitelství v Pule. Na korvetě SMS Saida absolvoval cestu do Ameriky (1898–1899) a v roce 1899 se stal zástupcem velitele námořního arzenálu v Pule.
V roce 1900 se stal úředníkem v námořní sekci na rakousko-uherském ministerstvu války, kde byl přednostou operační kanceláře, z titulu této funkce zároveň pobočníkem vrchního velitele námořnictva admirála Spauna (1900–1903). S nástupem na ministerstvo války zároveň získal hodnost kapitána řadové lodi (1. května 1900). V letech 1903–1904 byl velitelem bitevní lodi SMS Árpád a v roce 1904 se stal zástupcem velitele sborového námořního velitelství v Pule.
Ke dni 1. listopadu 1904 byl povýšen do hodnosti kontradmirála a na vlajkové lodi SMS Zenta byl velitelem eskadry, v srpnu 1905 se jako velitel bitevní lodi SMS Monarch stal velitelem divize. Na podzim 1905 byl znovu převelen ke sborovému námořnímu velitelství v Pule a nakonec byl v letech 1907–1909 velitelem oblastního námořního velitelství v Terstu. K datu 1. listopadu 1909 byl penzionován a mimo aktivní službu získal hodnost titulárního viceadmirála (3. ledna 1910).

## Tituly a ocenění
V roce 1911 byl povýšen do šlechtického stavu s titulem rytíř, o rok později (1912) mu byl navíc udělen predikát von Grignon. Během služby u námořnictva se stal nositelem několika vyznamenání v Rakousku-Uhersku i v zahraničí.

### Rakousko-Uhersko
- Služební odznak pro důstojníky III. třídy (1894)
- Jubilejní pamětní medaile (1898)
- Vojenský záslužný kříž (1898)
- Řád železné koruny III. třídy (1903)
- Vojenský jubilejní kříž (1908)
- Služební odznak pro důstojníky II. třídy (1909)
- rytířský kříž Leopoldova řádu (1909)

### Zahraničí
- Řád sv. Stanislava III. třídy (1881, Rusko)
- Řád knížete Danila I. IV. třídy (1882, Černá Hora)
- komandérský kříž Řádu italské koruny (1899, Itálie)
- Řád červené orlice III. třídy (1901, Německo)
- komandérský kříž Řádu sv. Mořice a sv. Lazzara (1902, Itálie)
- komandérský kříž Řádu Spasitele (1904, Řecko)